# Antonio Spadaro

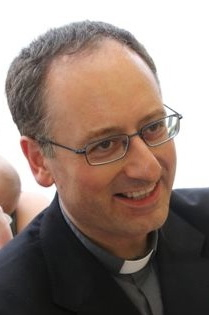
Antonio Spadaro (2011)

Antonio Spadaro SJ (* 6. Juli 1966 in Messina) ist ein italienischer römisch-katholischer Ordensgeistlicher und Essayist sowie Kurienbeamter.

## Leben
Spadaro gehört seit 1988 dem Jesuitenorden an. 1996 empfing er die Priesterweihe. 1999 erwarb er das Diplom in Kommunikationswissenschaften an der Päpstlichen Universität Urbaniana in Rom, 2000 promovierte er an der Päpstlichen Universität Gregoriana in Theologie.
Seit 1993 schreibt er für die Zeitschrift La Civiltà Cattolica, von 2009 bis Oktober 2023 war er deren Chefredakteur. Im August 2013 interviewte er Papst Franziskus, „das erste längere Interview des neuen Papstes überhaupt“. In dem Interview spricht der Papst über seine Vision von der Kirche, seine Favoriten in Literatur (er zitiert z. B. die französischen Schriftsteller Léon Bloy und Joseph Malègue (1876–1940)), Musik und Kunst. Aufsehen erregte auch sein mit Marcelo Figueroa verfasster und im Juli 2017 in La Civiltà Cattolica veröffentlichter Essay Evangelikaler Fundamentalismus und katholischer Integralismus: Eine erstaunliche Ökumene.
Papst Franziskus berief ihn am 26. Februar 2019 zum Mitglied der Päpstlichen Akademie der schönen Künste und der Literatur. Am 18. Februar 2023 ernannte ihn Papst Franziskus zum Konsultor des Dikasteriums für die Kultur und die Bildung.
Am 14. September 2023 ernannte ihn der Papst mit Wirkung zum 1. Januar 2024 zum Untersekretär desselben Dikasteriums.